# 通往地狱的道路充满了善意
通往地狱的道路充满了善意是一句谚语或格言。另一种形式是“地狱充满了美好的意义，而天堂充满了美好的作品”。 

## 起源
这个谚语的确切起源是未知的，它的形式已经随着时间而演变。现代表达方式“通往地狱的道路充满了善意”于1855年首次发表在亨利·博恩的《谚语手册》中。 1670年，约翰·雷（John Ray）收集了《英语谚语集》（A Collection of English Proverbs），其中出版了一个更早的版本《地狱充满了美好的寓意和愿望》。  最早的类似此短语的文字出现在维吉尔（Virgil）的Aeneid中：“facilis descensus Averno（下降到地狱很容易）”。
圣经中的相似语句可以在便西拉智訓 21:10找到，“The way of sinners is made plain with stones, but at the end thereof is the pit of hell.” 谚语一般错误被认为是伯爾納鐸写的（约1150年），“L'enfer est plein de bonnes volontés ou désirs”（地狱充满了美好的愿望或欲望）。引用是在他去世大约五百年后的1640年发生的，在他的任何出版作品中都没有发现该文本。
穆罕默德曾在圣训中写过相似的一句话：“天堂被困苦所包围，大火被欲望所包围。”
马克斯·韦伯在《政治作为一种志业》中提及，“‘善因必有善果，恶因必有恶果’绝对不是实情；反之，情况往往正好相反。不了解这一点的人﹐在政治上实际是个幼童”。

## 含义
该短语的一个普遍含义是，个人可能有意采取良好的行动，但是却没有采取行动。 这种无所作为可能是由于拖延，懒惰或其他的恶习。因此，这句话是一个警告，表示良好的意图如果不遵循是没有意义的。
这种说法的另一种解释是，经常有人善意地做错事或恶行。或是好意可能会带来意想不到的后果。一个例子是引入入侵物种，例如在美国引入亚洲鲤鱼。
亦有理解為：善意且無知的行為可能導向悲慘的結果。如：錯誤的政策比貪污更可怕。